# Thelypteris krayanensis
Thelypteris krayanensis är en kärrbräkenväxtart som beskrevs av Kunio Iwatsuki och M. Kato. Thelypteris krayanensis ingår i släktet Thelypteris och familjen Thelypteridaceae. Inga underarter finns listade.